# Seymour Norte
Seymour Norte (ang. North Seymour) – wyspa w archipelagu Galapagos, należącym do Ekwadoru. Leży w sąsiedztwie większej wyspy Baltra.

## Warunki naturalne

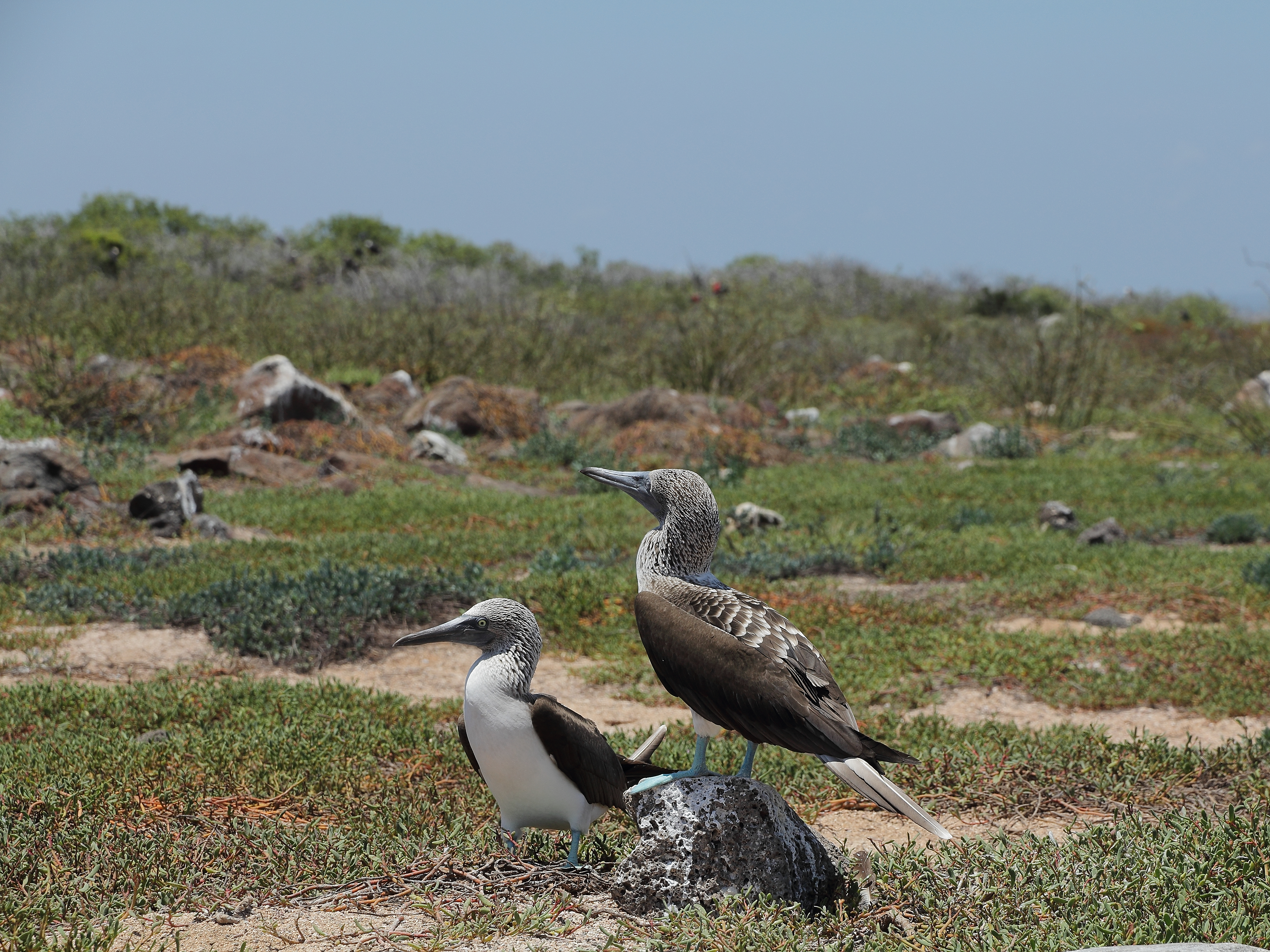
Głuptaki niebieskonogie w krajobrazie wyspy

Jest to mała, płaska wyspa, utworzona przez wypiętrzenie podmorskich wylewów lawy. Może być odwiedzana przez turystów, w trzech miejscach u jej wybrzeża dopuszczone jest nurkowanie. Jej nazwa upamiętnia brytyjskiego wiceadmirała Hugh Seymoura.

## Fauna
Na wyspie można obserwować duże ilości ptaków, w tym największą kolonię fregaty wielkiej na Galapagos, oraz liczne głuptaki niebieskonogie. Na wyspie pierwotnie nie występowała populacja legwanów lądowych, ale w związku z pogarszaniem się warunków na sąsiedniej Baltrze, w latach 30. XX wieku na Seymour Norte przesiedlono część tamtejszych zwierząt. Obecnie (2014) żyje to ok. 2500 legwanów. W 2007 na North Seymour wytępiono szczury, ale w związku z niewielkim dystansem dzielącym ją od wysepki Mosquera, a tę od Baltry, gryzonie mogą powrócić na wyspę.